# Sidi Amar, Tipaza
Sidi Amar là một đô thị thuộc tỉnh Tipaza, Algérie. Dân số thời điểm năm 2002 là 10.906 người.